# Nieuwe Waterweg
De Nieuwe Waterweg is het laatste stuk van de verbinding van Rotterdam met zee, die in 1872 in gebruik werd genomen. De lengte van deze doorgraving van de duinen bij wat nu Hoek van Holland heet, maar destijds tot de gemeente 's-Gravenzande behoorde, bedroeg 4,3 km. Door de verbreding van het strand is hij nu wat langer: tot aan het eind van de splitsingsdam die hij deelt met het Calandkanaal, waar de Maasmond begint circa 7 km. Vanaf 1877 werd de doorgang belangrijk verbreed en verdiept en kwam echt een nieuwe waterweg tot stand.

## Geschiedenis
In 1859 deden de Europese continentale havens Hamburg, Le Havre, Rotterdam, Antwerpen, Duinkerken (Bremen kwam er in de statistieken pas in 1882 bij) wat het scheepvaartverkeer betreft allemaal minder dan 1 miljoen ton. In 1906 was de volgorde in netto tonneninhoud der schepen Hamburg  >11 miljoen ton, Antwerpen >10 miljoen, Rotterdam >9 miljoen. Van de andere, kleinere havens (Bremen, Le Havre, Amsterdam, Duinkerken) deed Bremen het meest, maar niet meer dan >3,5 miljoen ton, gerekend in netto registertonnen der schepen. In het geval van Rotterdam kwam de groei in het bijzonder door het grote aandeel aan doorvoer naar Duitsland en Engeland. De toename van het aantal scheepsbewegingen leidde aanvankelijk tot een capaciteitsprobleem. De delta van de Rijn was bovendien zo vertakt dat het voor de moderne grotere schepen van die tijd steeds moeilijker werd om de haven te bereiken. De vaardiepte in de Maasmond was alleen nog bevaarbaar voor schepen met een diepgang van minder dan 3 m (en dat alleen tijdens vloed). Grotere schepen moesten omvaren via Dordrecht. Daarom is tussen 1827 en 1829 het Voorns Kanaal aangelegd, met een bodemdiepte van 5,1 m en een bodembreedte van 10 m. Maar al snel daarna bleek dat ook onvoldoende, en vergroten van het Voorns Kanaal was niet echt mogelijk. In 1857 werd een Raad voor de Waterstaat ingesteld met de taak om plannen voor de verbetering van de vaarweg te onderzoeken. Secretaris van deze raad werd de Waterbouwkundig ingenieur Pieter Caland. De Raad kwam tot de conclusie dat geen van de bestaande plannen de problemen zouden oplossen tegen redelijke kosten, en uiteindelijk maakte Caland zelf een plan dat door de Raad werd ondersteund.

### Plan Caland

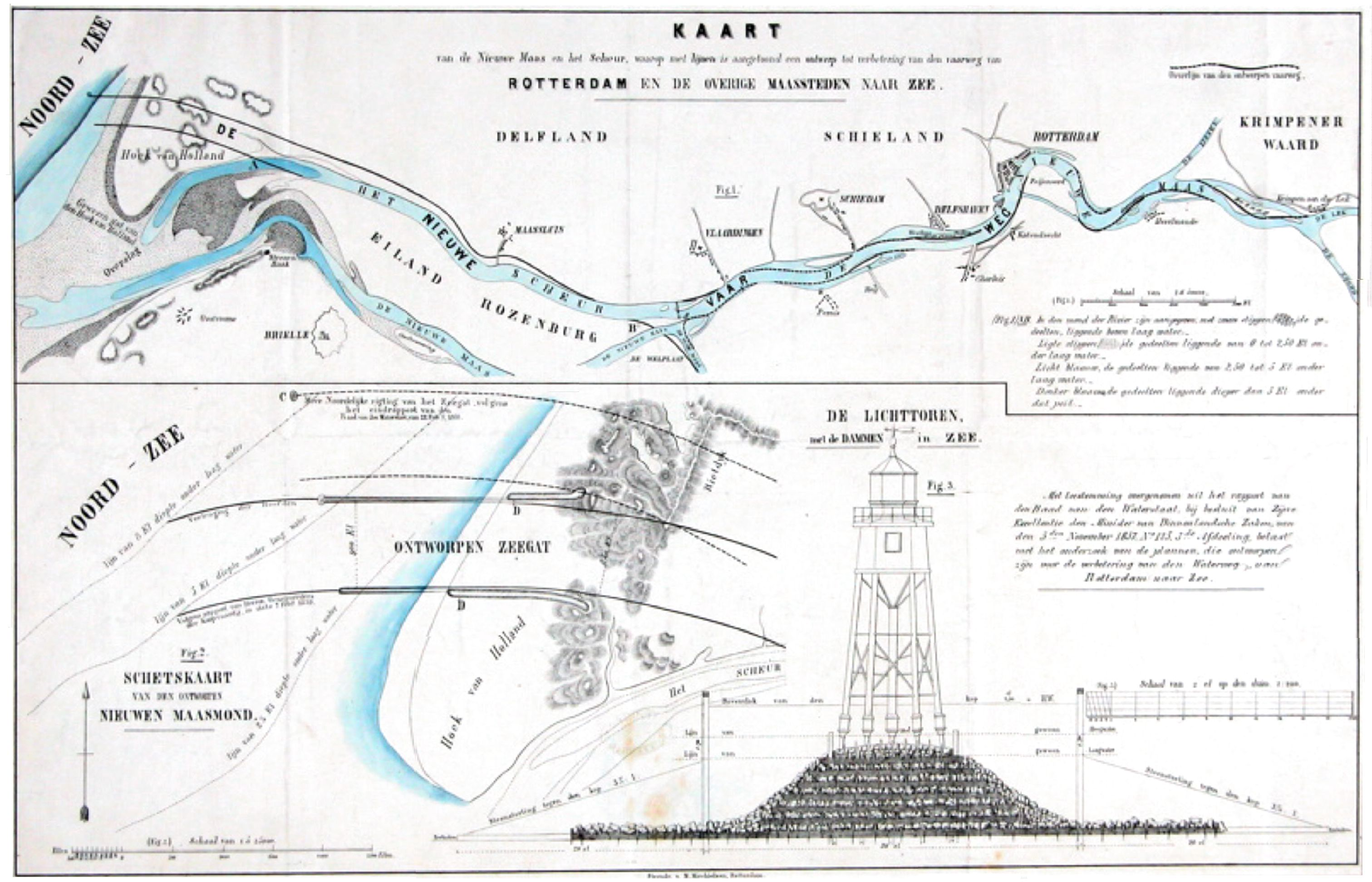
Ontwerp van Nieuwe Waterweg volgens Plan Caland, 1857-1863

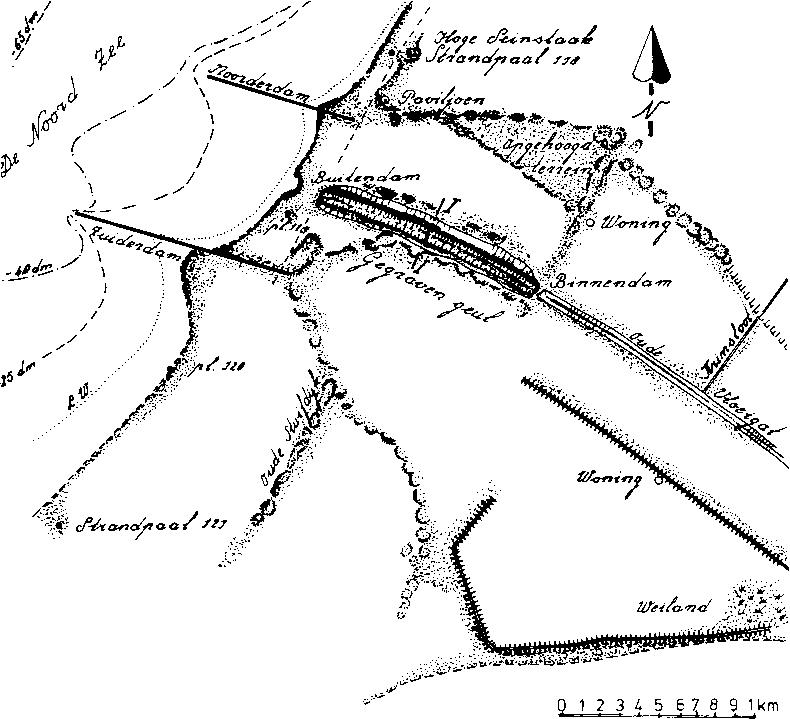
Vaargeul Nieuwe Waterweg

Het plan van Caland was om een doorsteek te maken zoals al eerder voorgesteld door Nicolaus Cruquius in 1731. Het plan van Cruquius had als probleem dat na aanleg de mond waarschijnlijk weer snel zou verzanden. Maar het plan van Caland behelsde ook de aanleg van twee havenhoofden, een riviernormalisatie vanaf Krimpen aan de Lek tot en met Het Scheur bij Hoek van Holland en de afdamming van het Scheur aan de westkant en een afdamming van de Oude Maas aan de oostkant van het eiland Rozenburg om het Maaswater door de nieuwe mond te stuwen. Volgens Caland zou hierdoor de stroomsnelheid in de mond voldoende zijn om deze open te houden; bovendien hoefde de mond niet geheel uitgegraven te worden. Een geul van 50 m breed zou voldoende zijn en het getij zou de rest doen. De breedte bij Krimpen zou 225 m moeten worden, en geleidelijk toenemen tot 450 m bij Vlaardingen om uiteindelijk bij Hoek van Holland 900 m breed te worden. Verwacht werd dat hiermee een diepte van 7 m  bij hoogwater bereikt kon worden.
De wet van 24 januari 1863 maakte het mogelijk "in het belang van handel en scheepvaart (...) den waterweg van Rotterdam naar zee te verbeteren". Deze verbetering was volgens de kamerleden "een goed uitvoerbaar, en niet zeer kostbaar werk".
De uitvoering van de werken begon op 23 januari 1864 met het buitenwerk op het strand en in de zee. Met de landzijdige doorgraving kon vanwege de nodige onteigeningen van de boerengronden pas in 1865 worden begonnen. Het waren percelen gelegen tussen Rozenburg en Hoek van Holland.
Het begin van de doorgraving werd plechtig gesymboliseerd toen op 31 oktober 1866 de Prins van Oranje de "eerste" spa ter verbetering van de waterweg van Rotterdam naar zee in de grond stak. De bouw van de hoofden vond plaats tussen 1864 en 1876. Het Noorderhoofd was 2000 m lang, het Zuiderhoofd 2300 m. De kruin lag slechts 10 cm boven hoog water.

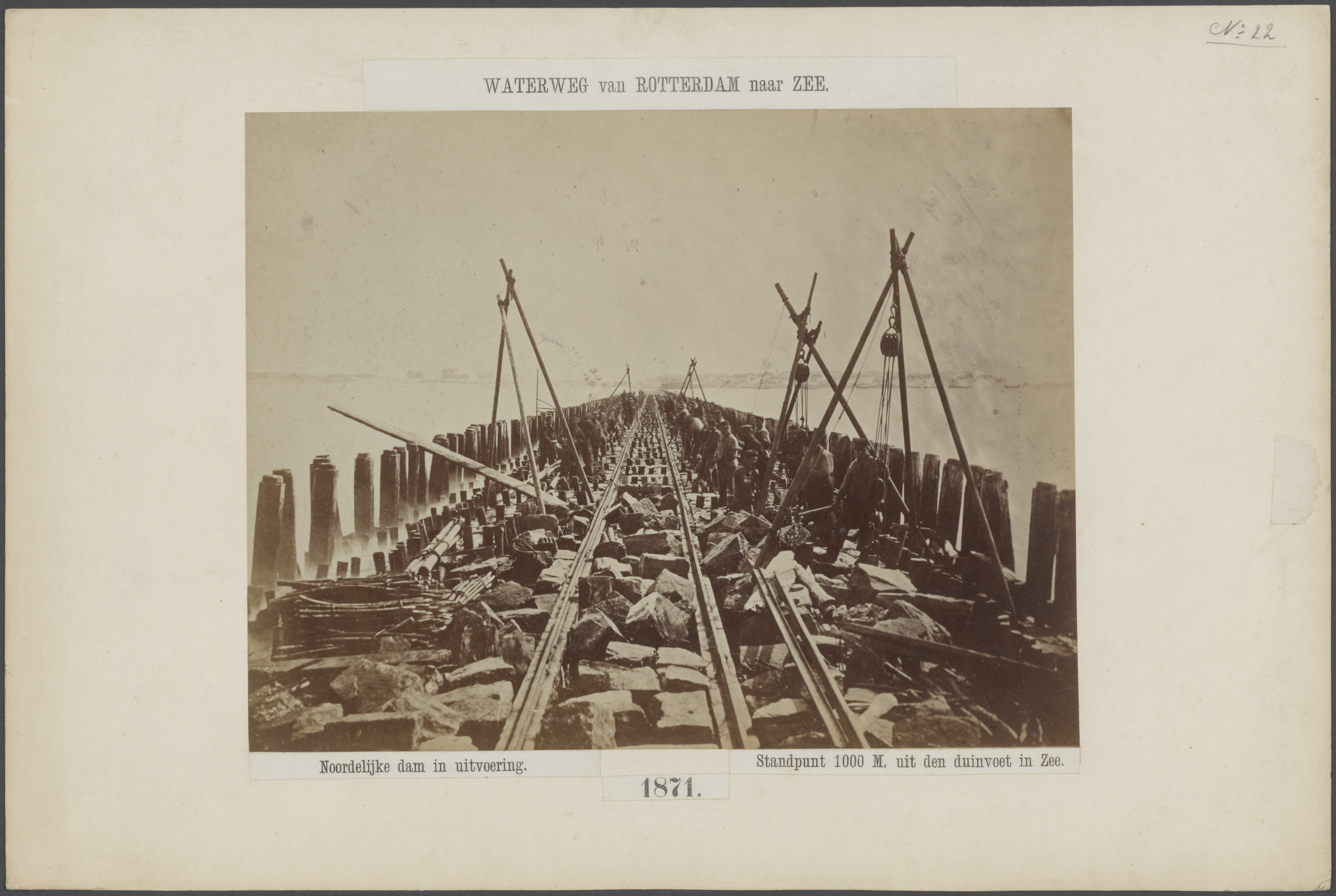
De Noorderdam in aanleg, 1000 m vanaf de duinvoet

In 1871 was door graafwerk en door de verwachte uitschuring een geul ontstaan van 50 m breed. De afdamming van het Scheur in 1872 heeft inderdaad de stroomsnelheid verhoogd, en daarmee de uitschuring. Het profiel werd 1300 m2, meer dan vijf miljoen m3 zand werd door de stroom verplaatst.

### Problemen
Maar daarna ging het minder goed. Het bleek dat het meeste geërodeerde zand werd afgezet juist voor de mond van de nieuwe havendammen, waardoor de diepte daar bij hoog water minder dan een halve meter werd. In 1877 is besloten om de mond kunstmatig te verdiepen door baggerwerk met een omvang van ongeveer zes miljoen m3.
Er kwam een staatscommissie die hierover een advies moest uitbrengen. De commissie adviseerde om de rivier nog meer te normaliseren, de hoofden te verlengen tot een diepte van 9 m onder laagwater en een afsluiting te maken van de Maas bij Welplaat. Maar het belangrijkste was het voorstel om de afstand tussen de hoofden te verkleinen door de aanleg van een lage dam. De dam bij Welplaat is uiteindelijk niet aangelegd, maar de doorgang is vernauwd en met zinkstukken vastgelegd.

### Succes

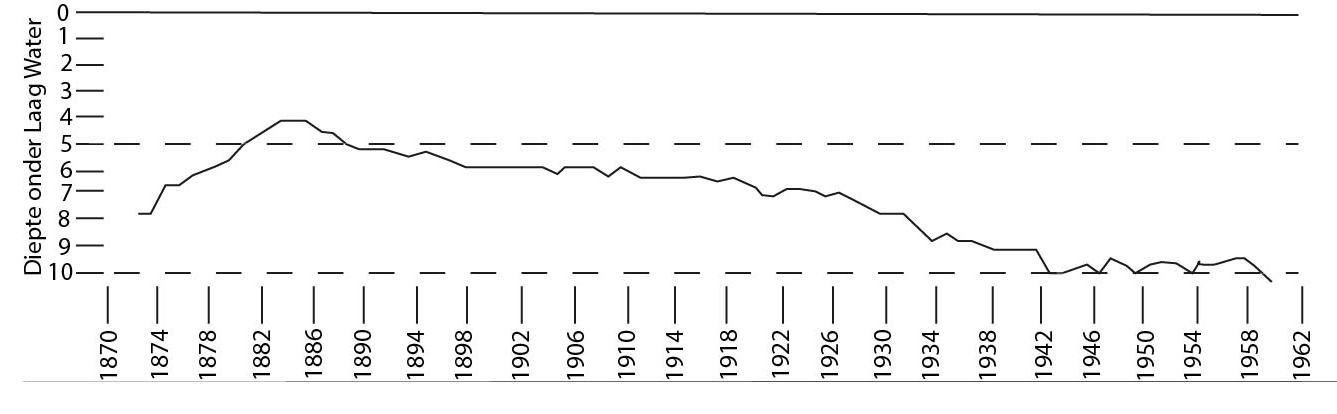
De diepte van de Waterweg bij Hoek van Holland in m onder laagwater

Deze aanpassingen werkten goed, en in 1908 was de waterdiepte overal 7,5 m onder laagwater. Maar toch vond men rond die tijd die diepte onvoldoende en heeft men nog wat aanpassingen gedaan aan de rivier en het nodige baggerwerk te doen. In 1916 was de diepte nergens minder dan 8,5 m. Er zijn toen plannen gemaakt voor verdere verdieping to 11,5 m en een bodembreedte van 150 m. In de periode tussen 1926 en 1940 is de waterdiepte gestaag vergroot tot ongeveer 10 m onder laagwater. Op 13 januari 1916 was er een extreem hoogwater in Rotterdam. Er was toen geen stormvloed op zee. De concrete vraag was wat de oorzaak was (kwam het soms door het uitdiepen van de Nieuwe Waterweg?), en of dit vaker kon voorkomen. De leden van de commissie waren deskundigen van Rijkswaterstaat en van de haven van Rotterdam, maar het ministerie (minister Lely) wilde een ter zake deskundige buitenstaander als voorzitter. De commissie concludeerde dat dit specifieke hoogwater werd veroorzaakt door hoge rivierafvoer in combinatie met springtij. En dat er in principe geen bovengrens aan de waterstand is, maar dat bij geometrie van de waterlopen van dat moment een maximale ontwerpwaterstand van 3,55 m boven N.A.P. te adviseren was (in 1953 was de waterstand daar 3,75 m boven N.A.P.; tussen 1916 en 1953 was de gemiddelde zeespiegel ruim 8 cm gestegen).

## Zoutproblemen
Door de diepe geul kon er eenvoudig zout water als een zouttong over de bodem de Nieuwe Waterweg indringen, wat voor nogal wat problemen zorgde bij waterinlaatpunten, bijvoorbeeld bij het inlaatpunt Vijfsluizen, waar Delfland water inliet voor irrigatie van het Westland. Nadat in augustus 1960 de doorgang naar het Calandkanaal gebaggerd was, konden diepstekende schepen bij Hoek van Holland direct het Europoortgebied invaren, en was er geen noodzaak meer voor een diepe Nieuwe Waterweg. Door het storten van grind en andere baggerspecie is de Waterweg verondiept. Deze trapjeslijn wordt sindsdien kunstmatig gehandhaafd, deels door baggeren en deels door bijstorten. In 1988 is door Rijkswaterstaat het effect hiervan geëvalueerd.

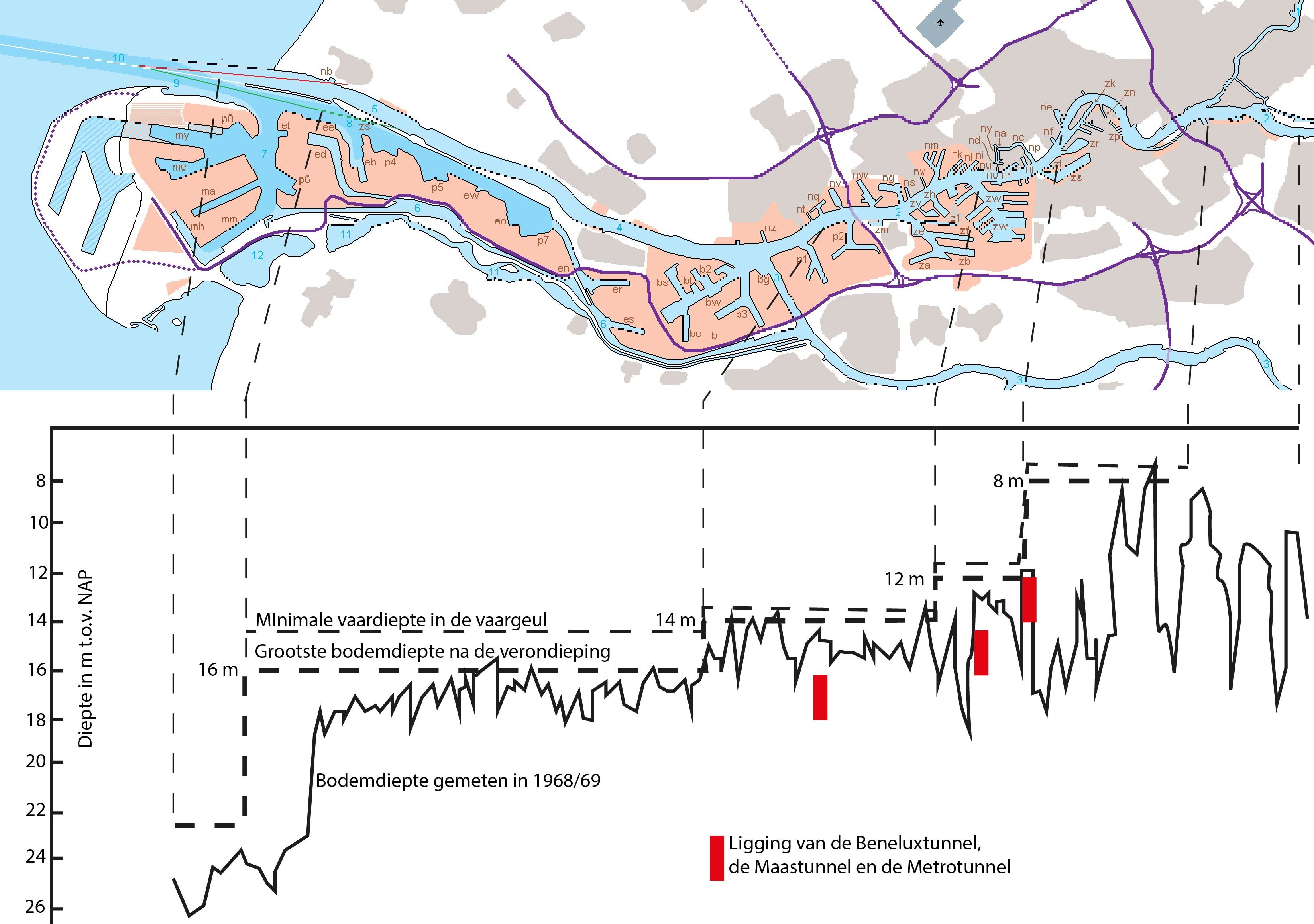
De trapjeslijn uit 1968

Uit de evaluatie bleek dat onderhoud met grof zand de goedkoopste methode was. De methode was ook effectief, maar kon op details verbeterd worden door het aanbrengen van extra drempels en bijstorten van grof zand in diepere gedeelten. Hiermee is de chloridebelasting onder controle gebleven.

## Verdere verdieping
Door verdieping van het Panamakanaal in 2016 kwamen er dieper stekende schepen met bestemming Botlek en de (1e en 2e) Petroleumhavens. Daarom is besloten om een verdieping uit te voeren van met name het traject net zeewaarts van de Beneluxtunnel om schepen met een diepgang van 15 m toe te kunnen laten. Deze werkzaamheden zijn in 2018 uitgevoerd.
In 2022 zijn er overigens stemmen opgegaan om de Waterweg verder te verondiepen, omdat er steeds minder noodzaak is om (diepstekende) olietankers in de Botlekhavens te kunnen ontvangen. Hierdoor komt nog minder zoutindringing en het geeft andere ecologische voordelen.

## Nieuwe Waterweg - Scheur - Nieuwe Maas
De oostelijke grens van de Nieuwe Waterweg wordt gemarkeerd door de Maeslantkering. De Maeslantkering ligt achter of op de grens waar de naar het zuiden afbuigende rivier het Scheur werd afgedamd en vanaf waar de doorgraving van de duinen begon (zie hierboven de tekening Overzicht ontwerp Nieuwe Waterweg). De gehele verbinding van Rotterdam met zee bestaat nu derhalve uit een inmiddels genormaliseerde rivier en een klein stukje kanaal, te weten: de Nieuwe Maas vanaf Rotterdam, het Scheur vanaf de samenkomst Oude Maas en Nieuwe Maas tot en met de Maeslantkering en ten slotte vanaf de Maeslantkering de Nieuwe Waterweg. Het is een drukbevaren scheepvaartroute voor het havengebied van Rotterdam, met uitzondering van de Europoort en de Maasvlakte. Er zijn geen obstakels zoals sluizen of bruggen die de verbinding van Rotterdam met zee belemmeren met uitzondering van de Maeslantkering, die onder extreme weersomstandigheden gesloten kan worden. Er is een veer tussen Maassluis en Rozenburg voor voetgangers, fietsers, personenauto's en vrachtauto's (Veer Maassluis).
Als laatste onderdeel van de Deltawerken werd in 1997 de Maeslantkering in werking gesteld. Deze stormvloedkering beschermt Rotterdam door bij een storm met meer dan 10-12 Beaufort (noord)westenwind twee beweegbare wanden in de Nieuwe Waterweg te laten afzinken. Bij een waterpeil van 3 meter boven NAP (bij Dordrecht 2,9 meter boven NAP) sluit de Maeslantkering zich automatisch. Op 21 december 2023 is dit waterpeil ook daadwerkelijk bereikt en is de Maeslantkering (zoals ontworpen) voor het eerst geheel automatisch gesloten. Die dag heeft het waterpeil om 22:20 uur een niveau van 3,13 meter boven NAP bereikt. 
De gehele verbinding van Rotterdam met zee - van Krimpen tot de Maasmond - wordt als de Waterweg aangeduid.

## Varia
- De Nieuwe Waterweg sluit aan de westzijde aan aan de Maasgeul en vervolgens de Eurogeul. Dit zijn in zee gebaggerde geulen om heel diep stekende schepen toegang te geven tot de havens van Europoort en de Maasvlakte. Beide geulen samen zijn 67 km lang en hebben een diepte van 23 m.
- Ter bescherming van de Nieuwe Waterweg werd tussen 1881 en 1889 het Fort aan den Hoek van Holland gebouwd. Dit fort maakte deel uit van de kustverdediging tijdens de Eerste Wereldoorlog maar werd tijdens de Tweede Wereldoorlog door de Duitsers ontmanteld.

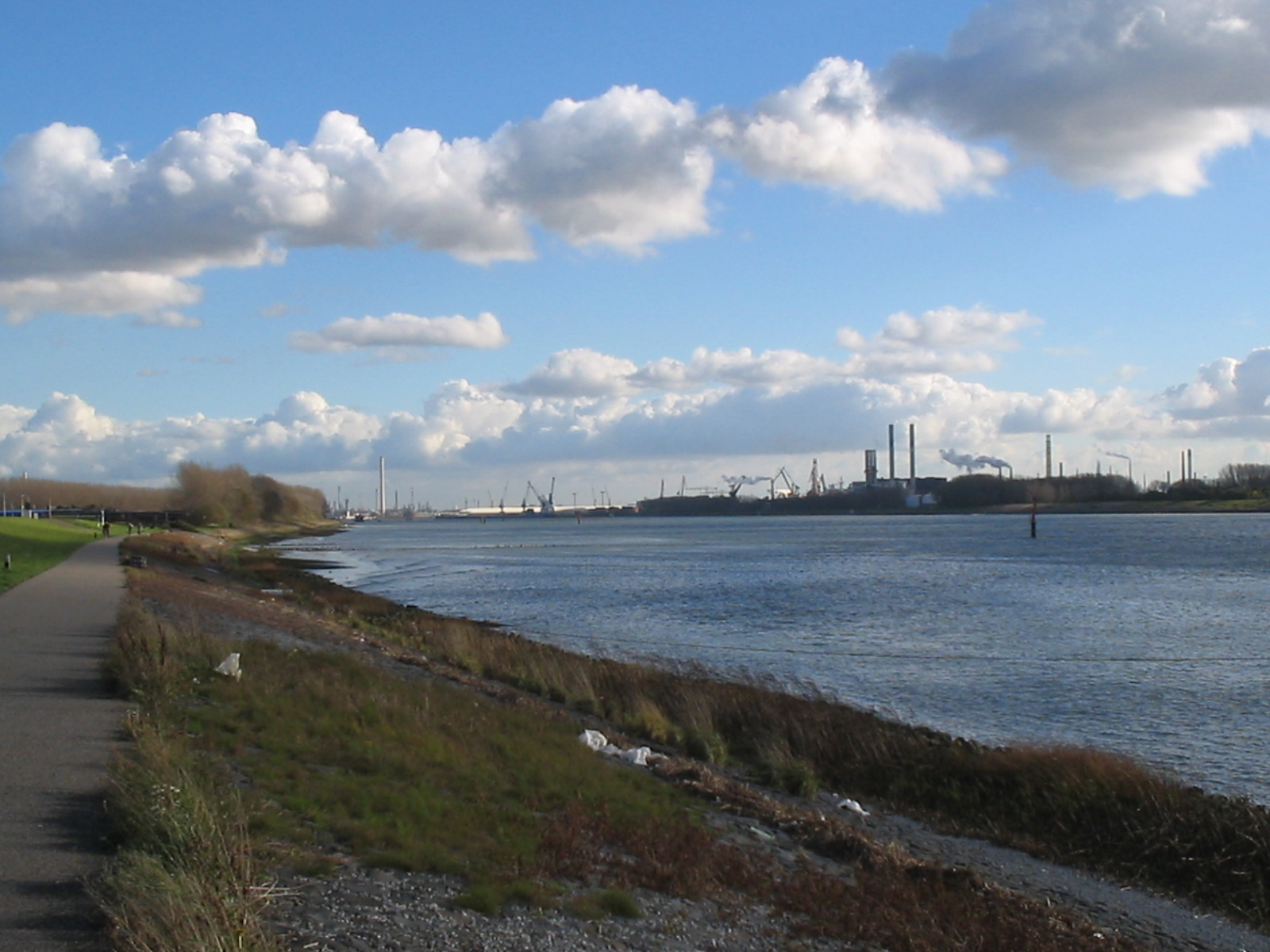
Het Scheur bij Maassluis
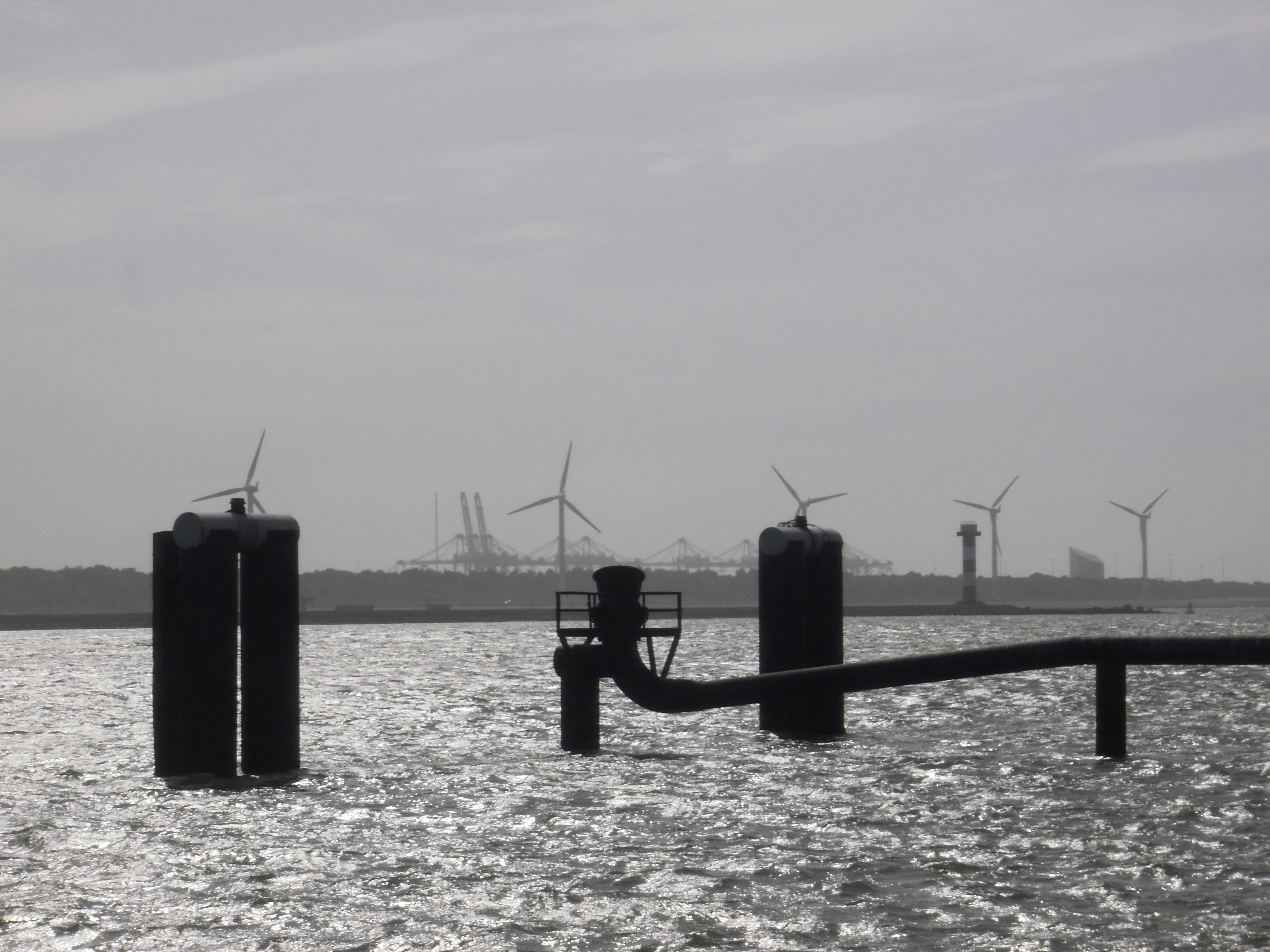
Nieuwe Waterweg nabij Hoek van Holland
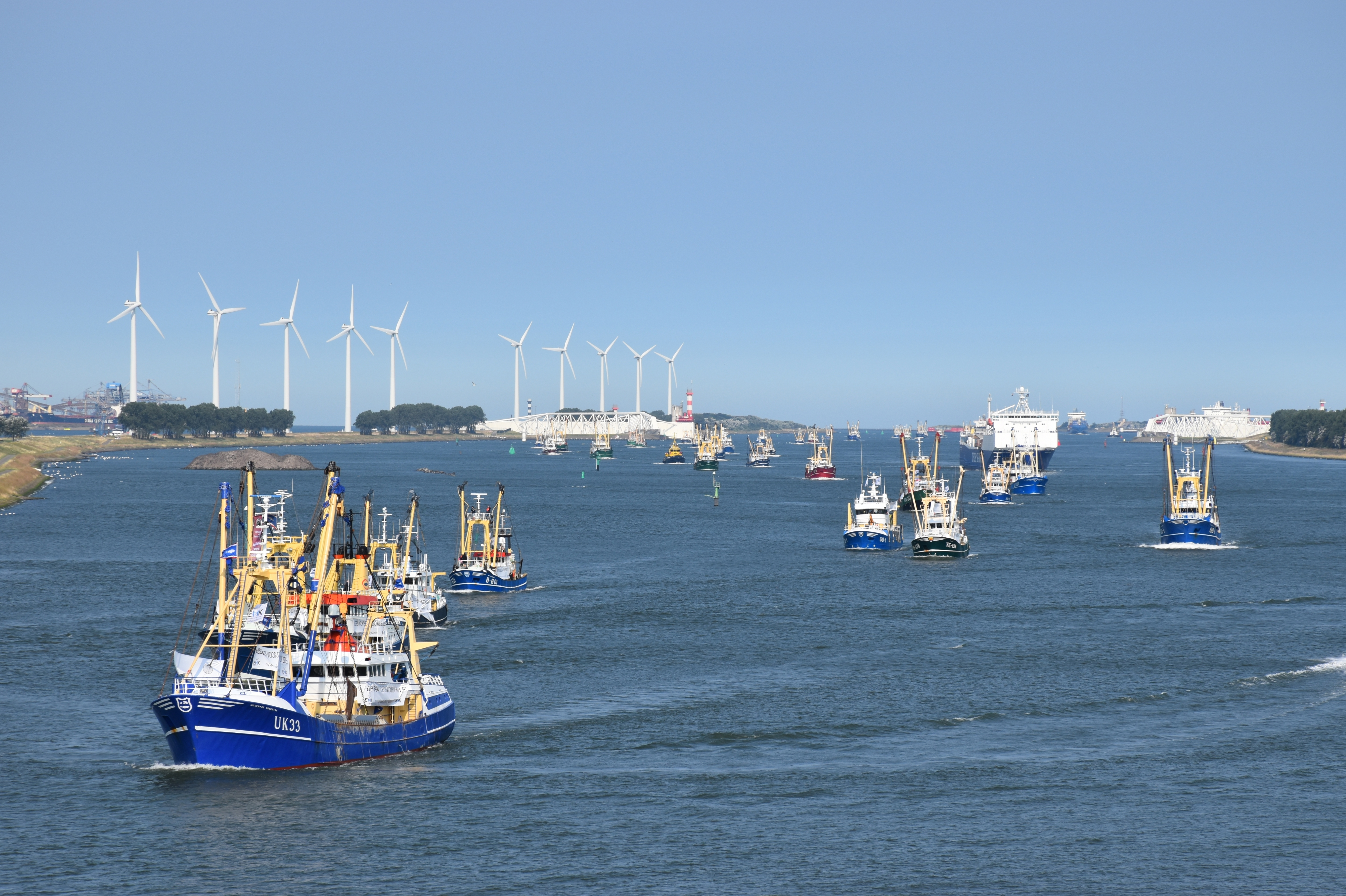
Vissersschepen op de Nieuwe Waterweg

- Virtual International Authority File: 315128403